# Saiga d'estepa
La saiga d'estepa o, simplement, saiga (Saiga tatarica) és una espècie de mamífer artiodàctil de la família dels bòvids. Tenia una distribució extensíssima durant el Plistocè, quan vivia des de Gran Bretanya fins a Beríngia. Fins i tot en temps més recents, habitava una extensa zona de l'estepa des del peu dels Carpats i el Caucas a Jungària i Mongòlia. Actualment es troben només en poques zones de Calmúquia (Rússia), el Kazakhstan i Mongòlia occidental. És molt curiosa a causa la seva trompa i les banyes en forma de caragol que recorden entre una cabra i un elefant.

## Característiques físiques

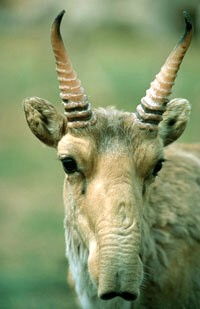
Vista de prop del rostre d'una saiga.

Normalment fan de 0,6-0,8 metres a les espatlles i pesen entre 36 i 63 kg. Viuen de 6 a 10 anys. Els mascles són més grossos que les femelles i són els únics que porten banyes. En la medicina tradicional xinesa s'aprecien les banyes de la saiga i això posa també en perill als animals per caça furtiva. Un tret característic és el seu nas poc corrent extremadament gran i flexible. Se suposa que aquest nas ajuda a escalfar l'aire fred de l'hivern i filtra la pols a l'estiu.

## Hàbitat i comportament
Les saigues viuen en grans ramats que pasturen en les estepes dels semideserts. Mengen qualsevol espècie de planta incloent-hi algunes que són verinoses per a altres animals. Poden desplaçar-se a través de llargues distàncies i nedar pels rius.
La temporada d'aparellament comença al novembre amb lluites per posseir les femelles, el mascle que guanya fa un grup de 5 a 50 femelles.

## Distribució
Durant la darrera glaciació hi havia saigues de la Gran Bretanya fins al Yukon. A principi del segle xviii encara n'hi havia al litoral de la Mar negra, els Carpats i fins a Mongòlia.
Després d'un ràpid declivi, cap a la dècada de 1920 quasi va quedar totalment exterminada. Es va recuperar i cap 1950 n'hi havia uns dos milions a la Unió Soviètica. Actualment ha tornat a descendir i només en queden unes 50.000.

## Desplaçament
Quan es desplacen ràpidament les saigues ho fan amb l'anomenat pas o trot d'ambladura, mantenint el cap horitzontal i el coll estirat. Amblar és trotar movent les dues potes de cada costat a la vegada. Es tracta d'una mena de marxa molt eficient que manté el centre de gravetat de l'animal gairebé horitzontal, sense salts (i, per tant, amb poca pèrdua d'energia).

## Curiositat
Les banyes dels mascles són gairebé verticals i mostren anells translúcids.